# Хельсинкский технологический университет
Политехнический институт Хельсинки (фин. Teknillinen korkeakoulu, сокращённо — TKK, швед. Aalto-universitetets tekniska högskola, англ. Aalto University School of Science and Technology) — технический университет в Хельсинки (Финляндия), 19 факультетов которого предлагают полный спектр технического образования в области инженерных наук. 1 января 2010 года путём слияния Политехнического института с Высшей школы экономики и Институтом искусств, дизайна и архитектуры в Хельсинки был образован университет Аалто.

## Названия
- 1849—1872 Хельсинкская техническая реальная школа (Helsingin Teknillinen reaalikoulu)
- 1872—1879 Политехническая школа (Polyteknillinen koulu)
- 1879—1908 Политехническое училище (Polyteknillinen Opisto)
- 1908—1942 Финская высшая техническая школа (Suomen Teknillinen Korkeakoulu)
- 1942—2010 Политехнический институт (Teknillinen korkeakoulu)
- с 2010 Технический институт Аалто университета (Aalto-yliopiston teknillinen korkeakoulu)

## История
У истоков организации высшего технического образования в Финляндии стояли: генерал-губернатор А. С. Меншиков, профессор-химик Й. Гадолин, сенатор А. Г. фон Хаартман. Их усилиями, при поддержке министра-статс-секретаря А. Армфельда, император Николай I издал указ, по которому 15 января 1849 года в доме на Александеринкату, 50 в Гельсингфорсе открылась первая техническая школа. Директором школы стал А. О Санлан — выдающийся педагог и организатор.
В эпоху Александра II реальная школа превратилась в политехническую, в а 1879 году стала политехническим училищем и получила прекрасное собственное здание на площади в Хиеталахти. Его центральная часть построена в 1877 году по проекту архитектора Ф. А. Шёстрёма. Вместе с ростом института здание расширялось и было перестроено по проекту архитектора Г. Нюстрема в 1904 году, а позднее, в 1928 году перестроено по проекту архитектора А. Линдгрена.
Политехнический институт стал одним из первых в Финляндии учебный заведений, где в качестве учебного наравне с шведским стал использоваться финский язык. Полноценным вузом он стал в 1908 году, и преподаватели получили право именоваться профессорами, а студенты дипломированными инженерами.
В 1949 году было принято решение о переводе института из центра Хельсинки (Хиеталахти) на полуостров Отаниеми. На проект нового здания был объявлен конкурс, а по его итогам предложение А. Аалто оказалось самым удачным. По его проекту в 1964 году на вершине холма, где располагалось поместье Отняс, было построено главное здание института, а в 1969 году — библиотека. Корпуса студенческих общежитий спроектировали супруги-архитекторы Кайя и Хейкки Сирен. Одна из знаменитых построек Отаниеми — студенческий клуб «Диполи», построенный в 1966 году по проекту архитекторов Рейма Пиетиля и Райли Паателайнена.

## Руководство
Helsingin Teknillinen reaalikoulu 1849—1872
- 1848—1874 Anders Olivier Saelan

Polyteknillinen koulu 1872—1879
- 1874—1880 Karl Leonard Lindeberg

Polyteknillinen Opisto 1879—1908
- 1880—1903 Ernst Edvard Qvist
- 1904—1907 Роберт Ялмар Меллин

Suomen Teknillinen Korkeakoulu 1908—1942
- 1907—1910 Карл Густав Нюстрём
- 1910—1913 Anton Uno Albrecht
- 1913—1916 Karl Axel Mauritz Ahlfors
- 1916—1919 Taavi Hirn
- 1919—1928 Aleksander Leonard Hjelmman
- 1928—1928 Onni Alcides Tarjanne
- 1928—1937 Aleksander Leonard Hjelmman
- 1937—1940 Hjalmar Viktor Brotherus

Teknillinen korkeakoulu 1942—2010
- 1940—1943 Martti Albert Levón
- 1943—1946 Johan Edvard (Jussi) Paatela
- 1946—1955 Martti Albert Levón
- 1955—1965 Jaakko Juhani Rahola
- 1965—1968 Sten Einar Stenij
- 1968—1970 Torsti Rafael Verkkola
- 1970—1979 Veikko Pentti Johannes Laasonen
- 1979—1985 Paul Adolf Wuori
- 1985—1994 Jussi Matti Ilmari Hyyppä
- 1994—2003 Paavo Uronen
- 2003—2010 Matti Tapani Pursula

Aalto-yliopiston teknillinen korkeakoulu 2010
- с 2010 Matti Tapani Pursula

## Известные выпускники
См. также: Выпускники Хельсинкского политехнического института
Из стен Политехнического института вышли первые финские инженеры и собственные зодчие — пионеры школы национального романтизма: Э. Сааринен, Г. Гезеллиус и А. Линдгрен; и представители классицизма и функционализма: Й. Сирен,  Э. Кильяндер.